# Chrysobothris axillaris
Chrysobothris axillaris är en skalbaggsart som beskrevs av Horn 1886. Chrysobothris axillaris ingår i släktet Chrysobothris och familjen praktbaggar. Inga underarter finns listade i Catalogue of Life.